# Садовый (Кирсановский район)
Садовый — посёлок в Кирсановском районе, входит в состав Соколовского сельсовета Тамбовской области.

## География, расположение, климат
Посёлок располагается на реке Ворона, в селе 2 улицы.
Расстояние до
- районного центра Кирсанов 28 км.
- областного центра Тамбов 66 км[2].

Климат
Климат умеренно — континентальный, дождевой и снежный режим неустойчивый. Среднегодовая норма осадков составляет 350—450 мм. Средняя температура января −11, июля — +19,7.

## История
В посёлке учреждение ЯТ-30/2 является градообразующим, так как в 1933 году Постановлением Совнаркома СССР Соколовская группа совхозов № 28 Садвинтреста Центрально-Чернозёмной области была ликвидирована. На материальной базе группы ликвидированных совхозов решено было организовать сельскохозяйственную исправительно-трудовую колонию «Культура». Лимит наличия осуждённых — 800 человек, из которых большинство было сельскими жителями, поэтому и в заключении работали они, в основном, в области сельского хозяйства. Затем в помещениях колонии находилось исправительное учреждение, ЛТП, а в 1991 году лечебно-профилактическое учреждение вновь было преобразовано в колонию-поселение. Первый начальник — И. А. Покопцев.

## Население
| 2010 |
| ---- |
| 1011 |

## Инфраструктура
В настоящее время ФКУ Колония-поселение № 2 УФСИН России по Тамбовской области (ФГУП «Тамбовское» Федеральной службы исполнения наказаний) не утратила основного назначения и производит сельскохозяйственную продукцию, поэтому на территории посёлка работают цеха различного назначения, перерабатывающие мясомолочную продукцию и зерновые культуры. Налажено производство масла, как растительного, так и сливочного, работает пекарня.
В поселке есть средняя общеобразовательная школа, детский сад, сельский Дом культуры, социальные и коммунальные службы, продуктовые и хозяйственные магазины.
Колония получила известность после того, как в ней побывал с марта 2014 по декабрь 2015 года Евгений Витишко.